# Zvjozdny (Tsjoekotka)
Zvjozdny (Russisch: Звёздный; "sterren-(dorp)") is een voormalige plaats (posjolok) aan de zuidkust van het eiland Wrangel in het noorden van het Russische district Ioeltinski (tot 2008 van het opgeheven district Sjmidtovski) van de autonome okroeg Tsjoekotka. De plaats lag aan noordoostzijde van de Krasinbaai van de Straat de Long van de Tsjoektsjenzee, ten noordwesten van de Somnitelnajabocht en direct ten noordwesten van de Bazovajalagune.
Vanuit de plaats lopen onverharde wegen naar het oostelijker gelegen verlaten dorp Oesjakovskoje, het noordelijker in het binnenland gelegen voormalige dorp Perkatkoen (waar ooit rotskristalwinning plaatsvond) en naar het westelijker gelegen voormalige meteorologisch station Vynosnaja/Kaap Blossom.

## Geschiedenis
In 1926 werd Oesjakovskoje gesticht aan de Rodgersbocht. Al snel bleek dat de ruim 50 Tsjoektsjen en Inuit wel wat erg veel waren voor een nederzetting en in hetzelfde jaar vertrokken daarop een aantal van hen naar een plek 30 kilometer westelijker, de plek van het latere Zvjozdny.
In de jaren 1960 ontstond er de permanente nederzetting Zvjozdny in verband met de aanleg van een aantal militaire installaties: een uitwijkvliegveld voor militaire luchtvaart met een aantal barakken. Ter ondersteuning werd bij Kaap Hawaii (Gavai) in het zuidoosten van het eiland een radarstation gebouwd en een weerstation aan de Somnitelnajabocht. In de beginjaren werden alle post en voorraden naar het eiland aangevoerd door Zvjozdny, waar hiervoor een helikopterhaven was aangelegd die goederen ontving vanaf Mys Sjmidta op het vasteland. In 1966 werd het helikopterplatform echter verplaatst naar Oesjakovskoje en werden daar voortaan alle goederen binnengebracht. In de jaren 1970 werd het militaire steunpunt alweer opgeheven en in de jaren 1980 werd de plaats volgens officiële gegevens verlaten (het radarstation volgde pas geruime tijd later in 1992). In werkelijkheid bleef de plaats echter bewoond door Tsjoektsja Oelvelkot (die er later ook werd begraven) en zijn vrouw Kljoek, die er jaagden op walrussen. Daarnaast woonden er vanaf de jaren 1970 een aantal medewerkers van de zapovednik Ostrov Vrangelja, daar in de bocht een post van het 'westelijk' bosbeheer was opgezet. In de zomers deden verschillende expedities naar het westelijk deel van het eiland (Kaap Blossom, Kmomeer en de Beneden-Goesinaja) de plaats aan, die de naam 'zapovednik Ostrov Vrangelja' kreeg op kaarten. Eind jaren 1980 werd de landingsbaan van het vliegveld hersteld, zodat er An-24-toestellen konden landen.